# Chelipoda ultraferox
Chelipoda ultraferox är en tvåvingeart som beskrevs av Adrian R.Plant 2007. Chelipoda ultraferox ingår i släktet Chelipoda och familjen dansflugor. Inga underarter finns listade i Catalogue of Life.